# Ромненський район
Ро́мненський райо́н (до 1965 року — Советський район) — колишній район в Амурській області Росії з адміністративним центром у селі Ромни. До складу району входили 12 сільських поселень.

## Історія
Район утворено в травні 1941 року в складі Амурської області з назвою Советський внаслідок розукрупнення Білогорського та Октябрьського районів. У 1965 році перейменований на Ромненський.
Ліквідований у 2020 році, натомість утворено Ромненський муніципальний округ.